# Mats Bigert

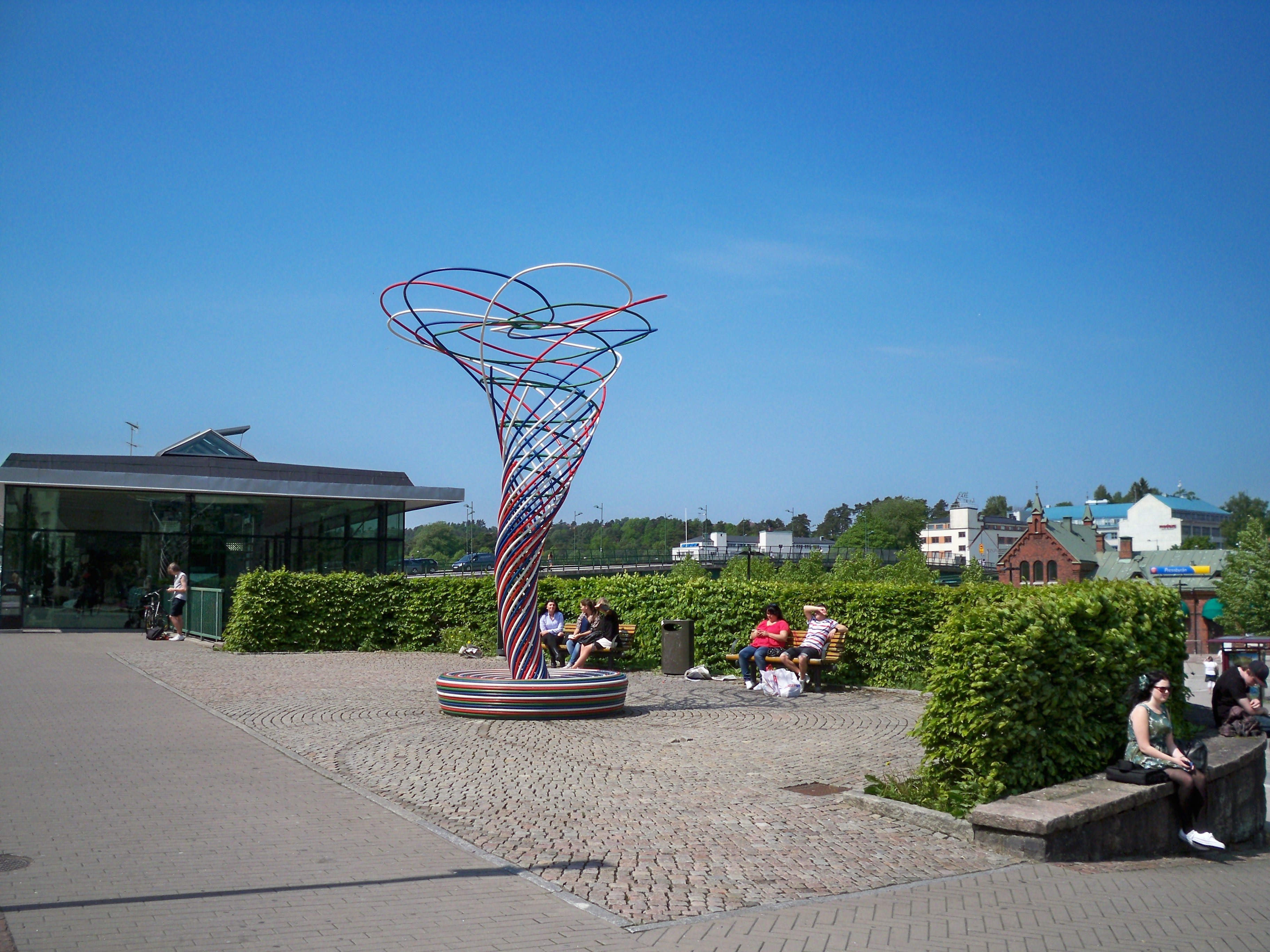
Tornado Touch Down i Borås av Bigert & Bergström

Mats Olof Bigert, född 8 september 1965 i Stockholm, är en svensk filmare och konstnär. Han är brorson till Kerstin Kvint och kusin till Peter Kvint.
Mats Bigert utbildade sig på Kungliga Konsthögskolan i Stockholm 1985–1990. Han utgör tillsammans med Lars Bergström konstnärsduon Bigert & Bergström.